# 이건승
경재(耕齋) 이건승(李建昇, 1858∼1924)

## 주요 저작
- 《해경당수초(海耕堂收草)》
- 《경재집(耕齋集)》

## 행력과 시대흐름
- 1세, 1858년 태어남.
- 19세, 고종 13 (1876년) 일제가 운요호 사건을 일으켜 정부를 협박하여 강화도 조약을 맺게하다.
  - 흥선대원군의 쇄국정책이 힘을 잃다.
- 25세, 고종 19 (1882년) 7월, 임오군란이 발생하여 명성황후가 도망치다.
  - 개국, 개화의 주도권때문에 흥선대원군의 수구세력 對 명성황후의 척족 개화파가 대립하다.
  - 7/19일, 군란 발생직후 관료들은 축출되고, 남인계열(위정척사파)을 등용하여 체제를 정비하다.
  - 8/13일, 일제 대대병력이 한성에 진주하다.
  - 8/20일, 청군이 남양만에 상륙하다.(명성황후의 요청)
  - 8/25일, 흥선대원군이 청군 해군제독 오장경에게 텐진으로 납치되다.
  - 8/30일, 군민이 진압되고 제물포조약이 체결되다.
- 27세, 고종 21(1884년) 12월, 개화파가 집권하고, 소외된 개화 급진파가 쿠데타를 일으키다. (갑신정변)
  - 개화 온건파 및 급진파 모두 남인(위정척사파)의 제거를 원했고
  - 개화 급진파는 추가로 명성황후와 민씨 척족의 제거를 원했다.
  - 12월, 4일에 일제와 친일 개화 급진파가 경복궁을 포위하고, 거짓말로 관료들을 소집하여 살해하다.
  - 12월, 6일에 청군 원세개(袁世凱)에 의해 진압되다.(명성황후의 요청)
- 28세, 고종 27 (1890년) 갑신정변 사후 처리 및 피해보상에 관한 한성조약이 체결되다.
- 34세, 고종 28 (1891년) 진사가 되다.
- 37세, 고종 31 (1894년) 6월, 일제와 친일 개화파가 쿠데타를 일으켜 갑오 쿠데타정부(친일 김홍집 내각)를 구성하다.
  - 1월, 갑오농민군(동학농민전쟁)이 1차 봉기하여 전국으로 확산되다. (고부군 군수 조병갑의 탐학)
  - 4월, 갑오농민군(동학농민전쟁)이 2차 봉기하여 전주성을 점령하다. (안핵사 이용태의 탄압)
  - 5월, 청나라, 일본 군대주둔의 빌미를 주지않기위해 전주화약을 맺고 해산하다.
    - 청나라, 일본 군대가 철수하지 않고 진주하다.

  - 6월, 11일에 농민과 일제의 내정개혁 요구로 자주적인 개혁을 위해 교정청(校正廳, 개혁담당기관)을 설치하다.
  - 6월, 21일에 쿠데타를 일으켜 경복궁을 포위 및 고종을 협박하여 친일 김홍집 내각]]을 구성하고, 군국기무처를 설치하다.
  - 7월, 갑오정부(친일 김홍집 내각)가 1차 개혁을 시도하다. (흥선대원군 은퇴 강요, 신분제 등 개혁안)
  - 9월, 갑오농민군(동학농민전쟁)이 3차 봉기하다. (전주부 삼례읍 봉기)
  - 11월, 갑오농민군 총공세로 손병희, 전봉준 등이 공주로 진공하였으나 실패하다. (우금치 전투)
  - 11월, 갑오정부가 2차 개혁을 시도하다.
    - 의정부/팔아문(八衙門)을 일본식 내각/칠부(七部)로 변경, 전국팔도(八道)에서 23부제로 변경.
- 38세, 고종 32 (1895년) 10월, 을미사변이 발생하여 명성황후가 시해되다.
  - 5월에 갑오정부가 3차 개혁을 시도하다. (단발령 발표, 양력 사용)
  - 7월에 명성황후 암살 미수 사건이 발행하다. (박영효와 일본 세력의 모의)
  - 10월에 명성황후가 시해되다. (을미사변)
    - 일본 낭인들은 당시 일본 사회지도층이며, 2차대전 일본패망 이후에도 각료 및 정치지도자로 활동하였다.

  - 을미의병이 거병하다.
- 39세, 고종 33 (1896년) 2월, 고종이 친러파의 권유와 신변안전을 위해 러시아공사관으로 피신하다. (아관파천)
  - 고종은 옮긴 당일 내각총리대신 김홍집을 비롯하여, 김윤식, 유길준, 어윤중, 조희연, 장박, 정병하, 김종한, 허진, 이범래, 이진호를 면직하고, 유길준 등을 체포하도록 명하였다. (을미4적: 김홍집, 정병하, 유길준, 조희연)
  - 이날 김홍집(54세)과 정병하는 광화문 밖에서 백성들에게 짜앙돌에 맞아 살해되고, 시신은 효수되고, 노륙되어 각도로 보내졌으며, 백성들은 수급에 돌을 던졌다 한다. -매천 황현-
  - 어윤중은 머슴들에게 뚜드려 맞아 살해되었고, 유길준, 조희연 등은 일본으로 도망하였다.
  - 이범진, 이완용 등의 친러내각이 구성되다.
- 40세, 고종 34 (1897년) 고종이 거처를 러시아공사관에서 경운궁(1907년부터는 덕수궁)으로 옮기다.
  - 8월, 연호를 광무로 고치다. (광무개혁)
  - 10월, 황제로 즉위하고, 원구단(園丘團)에서 국호를 대한제국(大韓帝國)으로 선포하다.
    - 대한제국의 공식적인 약칭은 대한(大韓), 한국(韓國)이다.
    - 시기를 구분하는 단어인 "대한제국 시기", "구한국(舊韓國) 시기", "구한말(舊韓末) 시기"는 같은 의미이다.

  - 11월, 명성황후의 장례를 치르고, 청나라 사대관계 청산의 의도로 영은문(迎恩門)을 허물다.
- 41세, 고종 35년(1898년) 신정부 형태를 두고 수구파, 남인(위정척사파) 세력 對 독립협회, 만민공동회 세력이 대립하다.
  - 수구파, 위정척사파 세력은 전제군주제를 주장하고
  - 독립협회, 만민공동회 세력은 입헌군주제, 참정권, 국회설치를 주장하다.
  - 11월, 수구파 세력이 조병식을 중심으로 행정부를 구성하다.
  - 12월, 수구파 세력이 독립협회를 해산시키고, 황국협회가 만민공동회를 해산시키다.
- 42세, 고종 36 (1899년) 8월, 14일 현재의 헌법과 같은 《대한국 국제 (大韓國 國制)》를 반포하다.
- 43세, 고종 37 (1900년) 철회되었던 단발령을 재개되다.
- 49세, 고종 41 (1904년)
  - 2월, 만주와 한반도에서 러일전쟁이 일어나다.
  - 8월, 송병준, 윤시병 등이 친일단체 유신회를 일진회로 개칭하다.(1910년 병탄후 회원 25만명 자진해산)
  - 9월, 이용구, 김연국 등이 동학교도를 중심으로 진보회(進步會)를 조직하다.→일진회로 통합.
- 48세, 고종 42 (1905년) 을사늑약이 있자 기당 정원하 선생과 자결하려 하였으나 가족의 반대로 실패하다.
  - 러일전쟁에서 일본이 승리하고, 이완용이 친일파로 전향하다.
  - 동학의 전통을 이어받아 손병희는 반일사상을 가진 천도교(天道敎)로 개칭하고, 친일파에게 출교처분하다.
  - 일진회 이용구가 친일사상을 가진 시천교(侍天敎)를 세우고 교주가 되다.
  - 을사늑약으로 일제 통감부가 설치되다.
  - 을사의병이 거병하다.
- 49세, 고종 43 (1906년) 재종제(6촌) 난곡 이건방 선생과 함께 계명의숙(啓明義塾)을 설립하고 구국운동을 전개하다.
  - 일진회 이용구가 흑룡회(黑龍會) 우치다 료헤이(內田良平)의 연줄로 친일 활동하다.
  - 일진회 이용구가 국민들에게 한일합방을 제창하고, 고종에게 한일합방 건의서를 올리다.
  - 일진회 이용구가 일본에 가서 한일합방을 촉구하다.
- 50세, 고종 44(1907년)
  - 헤이그밀사 파견을 이유로 고종이 강제 퇴위당하고, 순종이 즉위하다.
  - 정미7조약이 체결되다.
  - 일본이 문서위조하여 군대 해산시키다.
  - 정미의병이 거병하다.
  - 의병장 이은찬이 십삼도창의군을 조직하다.
  - 십삼도창의군이 한성탈환작전(진공작전)을 개시하다.
- 53세, 순종 4 (1910년) 9월초, 오랜 벗인 매천 황현(黃玹)이 절명시[1]를 남기고 자결하다.
  - 9월말, 사당 위패앞에서 하직인사를 올리고 만주망명을 위해 개성의 왕성순의 집에 도착하다. (26일)
  - 10월, 1일에 전 이조참판 문원 홍승원과 아우 난곡 이건방 선생, 장조카 이범하 (영재 이건창 선생의 장자)와 합류하다. (먼저 전 대사헌 기당 정원하는 만주로 이주했고, 창강 김택영은 배를 타고 중국 남통으로 망명하였다.)
  - 10월, 2일에 재종제 난곡 이건방 선생에게 후학을 부탁하고, 난곡 이건방과 장조카 이범하와 이별하다.
  - 10월, 7일에 국내 76명의 고관, 왕족과 친일파들은 일제로부터 한일합방의 공로로 작위와 은사금을 받아 치부하기 시작했다.[2][3]
  - 12월, 1일에 압록강하구 안동현(현재 단동)에 도착하다.
  - 12월, 7일에 만주 회인현 흥도촌[4]에 도착하여 기당 정원하 선생과 상봉하다.
- 57세, 1914년 접리촌으로 이사하다.
  - 8월, 문원 홍승헌 선생이 풍토병으로 사망하다.(53세)
- 67세, 1924년 난곡 이건승 선생이 졸기하다.
- 사후, 1925년 기당 정원하 선생이 졸기하다.(72세)

## 같이 보기
- 계명의숙(啓明義塾, 1906년 ~ 1921년, 강화도 사기리)
- 강화학파 육대계승 (六代繼承), 약 250 여 년간
- 영재(寧齋) 이건창(李建昌) 선생의 생가, 명미당(明美堂), 북위 37° 36′ 59″ 동경 126° 27′ 24″ / 북위 37.61639°  동경 126.45667°
- 경재(耕齋) 이건승(李建昇) 선생의 초상
- 난곡(蘭谷) 이건방(李建芳) 선생의 가족사진 (1925년)

## 참고 내용
- 계명의숙 설립취지문 - 광무 11년(1907년) 5월 24일 교장 이건승 -
  - | “ | 禮에 曰, 學은 三代共之하니, ..... 嗚呼라, 三代聖王이,...豈不寒心哉아. 現今 西洋의 富强은 專在敎育人才하니, 開廣知識하야,....惟我同志는 勉哉여다. 유교 경전인 예기를 보면 배움은 중국의 삼대(하은주)가 모두 같으니, ..... 오호라, 삼대 성왕들이.... 어찌 한심하지 아니한가. 현재 서양의 부강은 오로지 인재를 교육함에 있었으니, 지식을 넓혀,....오직 우리 동지들은 부지런히 공부에 힘씁시다. | ” |
|   | — 光武 11年 5月 24日 塾長 李建昇 |   |

- 선생님의 눈물 - 고려대학 한문학과 교수 심경호[5]의 언론 기고문 -
  - | “ | ...( 중략 )... 그러다가 계명의숙(啓明義塾)이 있었던 곳의 밭두둑에서 서서, 만주로 망명한 이건승(李建昇, 1858-1924)이 제자들로의 은수저 선물을 받아들고 눈물을 흘렸던 일이 생각났다. 이건승은 전주이씨 덕천군파의 인물로, 강화도 사기리에서 태어났다. 이시원의 손자요, 영재(寧齋) 혹은 명미당(明美堂)이라는 호로 잘 알려진 이건창(李建昌)의 아우이다. 이건승의 집안은 1755년의 을해옥사 때 온 집안이 식은 재처럼 되었으나, 하곡 정제두의 조선양명학을 발전시켜 새로운 인간학을 열었다. 이건승 자신은 1891년에 진사가 되고, 1894년 갑오정부에서 주사로 불렀으나 나가지 않았다. 1905년에 을사늑약이 있자, 하곡 정제두의 6세손인 정원하(鄭元夏)와 함께 죽기로 다짐했으나 뜻을 이루지 못했다. 나라에 독립권이 없으면 인민들이 자기 스스로 주체적인 삶을 살아갈 수 없다고 생각한 그는, 1906년에 강화도에 계명의숙을 세우고 구국운동을 전개했다. 개인의 마음은 미미하므로 뭇사람의 심지(心智)를 합할 필요가 있다고 역설하고, 신학문에 힘써서 지식을 개광(開廣, 넓힘)해야 한다고 주장했다. 하지만 후진을 양성하는 것만으로는 대세를 되돌릴 수는 없다는 사실을 잘 알았다. 그것은 마치 정위 새가 원한을 씻으려고 자갈을 물어다 동해 바다를 메우려 하는 것과 같은 것이었으리라. 1910년 8월 29일에 강제 합병이 있자 이건승은 9월 24일에 사당을 하직했다. 12월 7일, 만주 회인현(懷仁縣) 서쪽 40리 흥도촌[4]에 이르러, 먼저 망명해 있던 정원하의 집에 머물렀다. 1911년 3월 22일에는 강구촌에 전방을 사서 약을 팔고 농사를 짓기 시작했고, 1914년에는 접리촌으로 이사했다. 이때 민단(民團)에 가입하라는 일본 순사의 요구를 물리쳤으므로, 이웃 중국인들은 그를 ‘호적 없는 이씨 늙은이’라고 불렀다. 교리 벼슬을 했던 안효제(安孝濟)도 망명해 와서 1914년 여름부터 3년간 이웃에 살았다. 안효제는 일본이 대한제국 고관들을 매수하려고 주는 은사금이란 것을 받지 않아 창녕의 감옥에 갇혔다가 풀려나서는, “어찌 이 땅에 살아 일본민이 되랴?” 싶어 압록강을 건넜던 것이다. 환갑을 맞은 이건승에게 계명의숙 졸업생 열두 명이 은잔과 수저를 보내 왔다. 이건승은 세 수의 시로 고마움을 표시했다. 시의 제목은 - 「余嘗於丙午歲 建私立啓明義塾 卒業十二人 以銀盃及匙箸 爲弧辰之壽 其意可感 以詩謝之」[6] - 「내가 일찍이 병오(1906)년에 사립계명의숙을 세웠었다. 졸업한 열두 명이 은잔과 시저(匙箸, 숟가락과 젓가락)로써 멀리 환갑을 축수하니 그 뜻이 느꺼워 시로서 고마워한다」 정양완 선생님의 번역을 소개하면 다음과 같다. 可憐精衛?然身, 塡海無成枉苦辛.[7] 豈意當年初發願, 如今只得十家銀.[8] 가엾어라. 정위 새여 작디작은 몸 바다를 메우려는 뜻 이루지 못한 채 원통하게 괴로움만. 어찌 뜻했으리 그 당시 처음 발원이 이제 와서 겨우 열 사람의 은잔 은수저[9]를 받게 될 줄이야! 瓮算紛瓮破悲, 英才落落盡相離.[10] 眼看滄海誰無變, 惟有君心似舊時.[11] 망상(妄想)만 어수선터니 나라는 망하여 서글픈데 뜻이 큰 영재들 모조리 서로 헤어졌네. 세상의 변고 이 눈으로 보니 누군들 변치 않으랴만 오직 자네들 마음만은 옛날과 똑같구려. 刻鏤啓明字新, 銀光燁燁動弧辰.[12] 如何萬念俱灰日, 復使衰翁淚巾.[13] 계명이라 아로새긴 글자 획도 새롭고 은빛만 번쩍번쩍 환갑을 느껍게 하네. 어쩌자고 온갖 생각 모두가 재처럼 사윈 이 때 다시금 이 늙은 영감의 눈물이 수건을 적시게 하는가! 이 날 스승이 흘린 눈물의 의미를 열두 명의 제자들은 멀리서 잘 알고 있었을 것이다. 이건승은 1924년에 만주에서 이승을 떴다. 그의 뼈는 어디에 묻혔는지, 이번에도 확인하지 못했다. 다만 나는 그의 열두 명 제자의 재전제자[14]가 되어, 그가 흘렸을 눈물의 의미를 되새겼다. 아흔의 서여 선생님 눈가에 맺혔던 눈물의 의미도 함께 생각해 보았다. ...( 중략 )... | ” |
|   | — 강화역사문화연구소("선생님의 눈물")에서 , 전남인터넷뉴스 2009-05-21 |   |